# Distrito de Tét
El distrito de Tét (húngaro: Téti járás) es un distrito húngaro perteneciente al condado de Győr-Moson-Sopron.
En 2013 tenía 14 543 habitantes. Su capital es Tét.

## Municipios
El distrito tiene una ciudad (en negrita) y 13 pueblos
(población a 1 de enero de 2012):
- Árpás (245)
- Csikvánd (454)
- Felpéc (847)
- Gyarmat (1204)
- Gyömöre (1254)
- Győrszemere (3209)
- Kisbabot (205)
- Mérges (75)
- Mórichida (807)
- Rábacsécsény (602)
- Rábaszentmihály (479)
- Rábaszentmiklós (127)
- Szerecseny (776)
- Tét (3877) – la capital